# Herbstrock

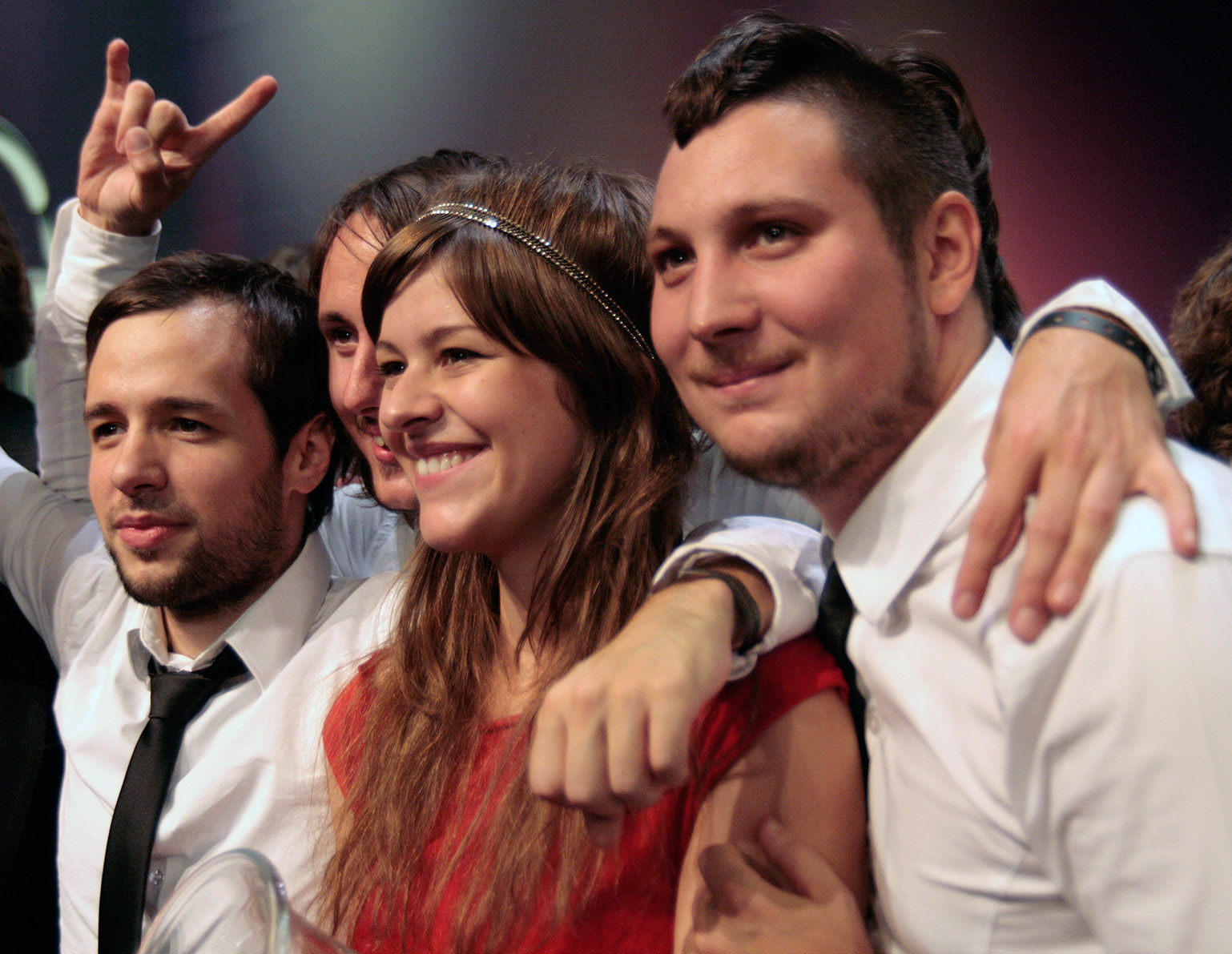
Herbstrock (Amadeus Award 2009)

Herbstrock war eine vierköpfige österreichische Popband. Sie wurde 2003 in Wiener Neustadt gegründet.

## Band
Die Band wurde im Januar 2003 gegründet, anfänglich übernahm sie selbst das Management. Ab Anfang 2006 wurde DDG Music dafür zuständig, außerdem übernahm Teamrider das Booking. Einige Monate später nahm Universal Music Austria die Band unter Vertrag.
Im Sommer 2007 spielte die Band beim Donauinselfest in Wien auf der Bühne der Sozialistischen Jugend Österreich. Währenddessen erreichte die Gruppe erstmals die Ö3 Austria Top 40.
Am 18. April 2008 erhielt Herbstrock den Amadeus Austrian Music Award als „Newcomer des Jahres“. 2007 und 2008 war die Band auf Tour und als Vorgruppe von Amy Macdonald, Ich + Ich und Heinz aus Wien unterwegs.
Ab April 2009 spielten Herbstrock im Vorprogramm von Christina Stürmers „In dieser Stadt“-Tour.
Seit 2009 stand Herbstrock bei Sony Music unter Vertrag. Das zweite Album, produziert von Paul Wallner, Die bessere Hälfte erschien am 24. April 2009 in Österreich, am 5. Juni 2009 in der Schweiz und am 14. August 2009 in Deutschland. Am 10. September 2009 erhielten sie den Amadeus Austrian Music Award in der Kategorie „Album des Jahres“.
Am 20. April 2012 gab die Band auf ihrer Website und via Facebook ihre Auflösung bekannt.
Die ehemaligen Bandmitglieder Anna Müller und Paul Wallner sind seit 2012 als Teil des Duos HVOB zu hören.

## Anna & Du
Im April 2007 drehte die Band im Auftrag von Universal Music und dem ORF eine interaktive Handysoap. Im Mittelpunkt der interaktiven Comedy-Serie Anna & Du stand die Leadsängerin der Band Anna Müller. Die sechs- bis achtminütigen Episoden schilderten die Abenteuer einer jungen Band auf dem Weg zu einem Plattenvertrag. Dabei begneten sie zahlreichen Protagonisten der österreichischen Musik-Szene, die als Gaststars verpflichtet wurden, so Stefan Weber (Drahdiwaberl), Hannes Eder (Universal Music Austria), Alfons Haider, Supermax, Papermoon, Count Basic und Roman Gregory. Am Ende jeder Episode konnten die Abonnenten der Serie per SMS den Fortgang der Serie beeinflussen. Das Pilotprojekt diente dem Österreichischen Rundfunk als Testlauf für den DVB-H-Betrieb während der Fußball-Europameisterschaft 2008.
Die letzte Folge der Serie wurde am 29. Juni 2007 ausgestrahlt und hieß Ende: Gut. Das ist auch der Name, unter dem das Debütalbum fällt, welches Januar 2008 erschienen ist.

## Diskografie

### Alben
- 2007: Ende:Gut
- 2009: Die bessere Hälfte

### Singles
- 2007: 1-2-3
- 2007: Halt:Mich
- 2008: Denn weisst Du nicht
- 2009: Die bessere Hälfte